# Confine tra Egitto e Libia
Il confine tra l'Egitto e la Libia ha una lunghezza di 1115 km e parte dal Mar Mediterraneo a nord fino al triplice confine con il Sudan a sud. 

## Descrizione
Il confine inizia a nord sulla costa mediterranea presso il Golfo di Sollum. Procede via terra all'incirca verso sud attraverso una serie di linee irregolari che spesso virano a sud-ovest o sud-est, prima di raggiungere il 25º meridiano est. Il confine segue quindi questo meridiano verso sud fino al triplice confine sudanese sul Gebel Auenat. Solo la sezione settentrionale del litorale del confine contiene centri abitati significativi, con la gran parte della frontiera che attraversa aree remote del deserto del Sahara, tra cui il grande mare di sabbia e il deserto libico.

## Storia
L'Egitto, sebbene nominalmente parte dell'Impero ottomano, aveva acquisito un ampio grado di autonomia sotto Mehmet Ali in seguito alla seconda guerra egiziano-ottomana del 1839-41. Nel 1882 gli inglesi occuparono l'Egitto, stabilendo di fatto un protettorato (formalmente dichiarato solo nel 1914). L'Impero ottomano aveva anche governato nominalmente le aree costiere di quella che è oggi la Libia, dal XVI secolo, organizzato nel Vilayet di Tripolitania, con un confine vagamente definito tra Vilayet e l'Egitto basato su un firmano ottomano del 1841, che poneva il confine più lontano a est rispetto alla sua posizione attuale.
Nel settembre del 1911 l'Italia invase la Tripolitania e l'anno successivo fu firmato il Trattato di Ouchy con il quale gli Ottomani cedettero formalmente la sovranità dell'area all'Italia. L'Italia organizzò le regioni appena conquistate nelle colonie della Cirenaica italiana e della Tripolitania italiana e iniziò gradualmente a spingersi più a sud; nel 1934 unirono i due territori nella Libia italiana.

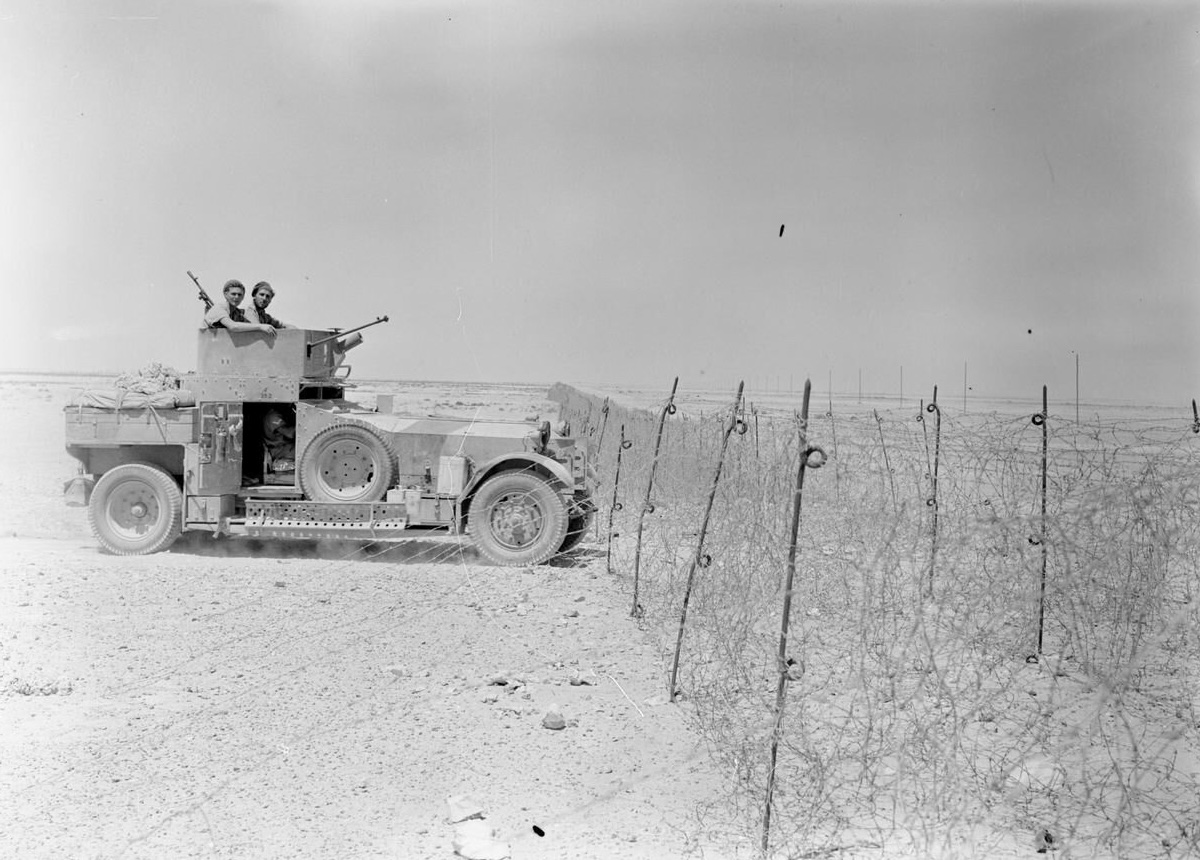
Truppe britanniche al Fronte Libico nel 1940

L'Egitto ottenne la piena indipendenza nel 1922. Il confine divenne un punto di contesa: per esempio, l'Egitto rifiutò un trattato segreto anglo-italiano del 1915 che aveva ceduto l'oasi di Al Jaghbub alla Libia italiana. L'Egitto e l'Italia firmarono un trattato il 6 dicembre 1925 che ha finalizzato il confine nella sua posizione attuale (anche se l'Egitto non ratificò formalmente il trattato fino al 1932-3). La sezione settentrionale del confine fu delimitata in modo più dettagliato nel 1926-1927, con una delimitazione sul terreno di una serie di pilastri. Un'ulteriore demarcazione sul terreno avvenne nel 1937-1938, che portò ad alcune piccole modifiche. Nel frattempo l'Italia, nel tentativo di controllare i ribelli Senussi, aveva costruito una recinzione lungo gran parte della frontiera negli anni '20 e '30. 
Durante la campagna del Nordafrica della seconda guerra mondiale l'Italia fu sconfitta e le sue colonie africane furono occupate dalle potenze alleate, con la Libia divisa in zone di occupazione britannica e francese. La Libia ottenne in seguito la piena indipendenza il 2 dicembre 1951. Durante questo periodo l'Egitto occasionalmente premette per una modifica del confine, affermando che si sarebbe dovuto spostare verso ovest al 24º meridiano est, con Al Jaghbub e Bardia da includere all'interno dell'Egitto. Queste richieste furono abbandonate all'inizio degli anni '50.
Da allora i rapporti tra i due stati sono stati in gran parte cordiali, ma le tensioni sono aumentate negli anni '70, dovuto in gran parte al più assertivo movimento panarabo e alla politica estera anti-Israele del governo di Gheddafi, che ha anche provocato una breve guerra tra i due paesi lungo il loro confine settentrionale nel 1977. Le relazioni bilaterali da allora in poi rimasero tese, ma si sono ampiamente normalizzate all'inizio degli anni '90. La regione di confine è nuovamente diventata un'area di preoccupazione mentre l'Egitto cerca di isolarsi dagli effetti della guerra civile in corso in Libia. 

## Insediamenti vicino al confine

### Egitto
- Sollum
- Sidi Umar
- Oasi di Siwa

### Libia
- Bardia
- Musaid
- Jaghbub